# Escola Superior de Turismo e Tecnologia do Mar de Peniche
A Escola Superior de Turismo e Tecnologia do Mar de Peniche (ESTM), antiga Escola Superior de Tecnologia do Mar de Peniche, é uma das cinco escolas integradas no Instituto Politécnico de Leiria.

## Apresentação
A Escola Superior de Tecnologia do Mar de Peniche (ESTM), do Instituto Politécnico de Leiria (IPLeiria), foi criada pelo Decreto-Lei n.º 159/91, de 26 de Abril de 1991, tendo entrado em funcionamento no ano letivo 1999/2000, após a publicação do Decreto-Lei n.º 264/99, de 14 de Julho de 1999.
Atualmente, e desde 31 de Outubro de 2003, a ESTM é uma pessoa coletiva de direito público dotada de autonomia científica, pedagógica, administrativa e financeira, nos termos da lei.

## Objetivos
Enquanto estabelecimento de ensino superior, a ESTM realiza atividades nos domínios do ensino, da formação profissional, da investigação e da prestação de serviços à comunidade, regendo-se por padrões de qualidade que assegurem resposta adequada às necessidades da região em que se insere e do País, nos domínios do turismo, da gestão, da biologia, da biotecnologia e da engenharia, visando:
- a formação inicial e recorrente de profissionais com elevado nível de preparação nos aspetos cultural, científico e técnico;
- a realização de atividades de pesquisa e investigação;
- a organização e a realização de projetos de atualização e reconversão profissional;
- o intercâmbio cultural, científico e técnico com instituições congéneres ou que visem objetivos semelhantes ou convergentes;
- e a prestação de serviços à comunidade nas áreas científicas e tecnológicas em que exerce a sua atividade.

## Projeto Educativo
O projeto educativo da ESTM assenta em dois pilares fundamentais: a formação graduada e pós-graduada; e a atividade de investigação e desenvolvimento, em projetos de interesse regional, de forma autónoma ou em parceria com o sector empresarial.
A dinâmica da ESTM permite sobrelevar as seguintes atribuições:
- realizar cursos conducentes à obtenção dos graus e diplomas académicos;
- realizar cursos de atualização e de reconversão profissional e cursos de atualização de quadros técnicos empresariais;
- organizar ou cooperar em atividades de extensão, de natureza cultural, científica ou técnica;
- orientar e realizar atividades de investigação e desenvolvimento, nomeadamente levando a cabo projetos de investigação aplicada e desenvolvimento experimental, prioritariamente em cooperação com o sector
- cooperar com empresas para a realização de estágios de formação profissional e de módulos de ensino/aprendizagem;
- prestar apoio técnico a empresas e instituições, públicas ou privadas, assistindo-as na orientação e execução da investigação e desenvolvimento industrial;
- promover a realização de conferências, seminários, encontros, congressos e outras realizações técnico-científicas;
- e apoiar ou promover a publicação de obras ou revistas de carácter científico.

## Cursos
A formação graduada desenvolveu-se, no essencial, nas vertentes do turismo, do mar e da indústria alimentar, como se percebe pelos cursos aprovados.
Atualmente tem em funcionamento nove cursos de licenciatura, um deles ministrado também em regime pós-laboral e outro acumulando o ensino a distância: “Animação Turística”, “Biologia Marinha e Biotecnologia”, “Engenharia Alimentar”,"Biotecnologia", “Gestão de Eventos”, “Gestão Turística e Hoteleira”, “Marketing Turístico”, “Restauração e Catering” e “Turismo”.
Além dos cursos de Licenciatura, a ESTM tem em funcionamento sete cursos de Mestrado: “Aquacultura”, "Biotecnologia Aplicada", “Biotecnologia dos Recursos Marinhos”, “Gestão da Qualidade e Segurança Alimentar”, "Gestão e Direção Hoteleira", “Marketing e Promoção Turística” e “Turismo e Ambiente”.

## Corpo Docente
O corpo docente é composto por mais de uma centena de professores, dos quais metade são titulares do grau de doutor, o que constitui uma sólida garantia de qualidade da formação ministrada por esta Instituição.

## Estudantes
A ESTM conta atualmente com cerca de 1500 alunos que, oriundos das mais variadas regiões do continente, ilhas e dos países de língua oficial portuguesa, escolheram realizar os seus estudos superiores nesta Escola Superior de Peniche.
Importa ainda salientar que na ESTM são também disponibilizados cursos de especialização tecnológica (CET).

## Instalações
A ESTM encontra-se atualmente a funcionar num moderno e bem equipado edifício pedagógico de 3 pisos, inaugurado no ano letivo de 2007/2008, que tem o mar e as Berlengas como inspirador pano de fundo, próximo do Cabo Carvoeiro, em Peniche. Das infraestruturas científicas e pedagógicas, destacam-se um laboratório de informática, um laboratório de biologia, um laboratório de física, um laboratório de química, um laboratório de biotecnologia, um laboratório geral, um laboratório de microbiologia, um laboratório de aquacultura, salas especializadas para os cursos práticos, tais como Turismo e Restauração e Catering, sala de histologia, uma biblioteca, sala de estudo e leitura e todo um piso destinado a gabinetes de docentes. Os alunos e docentes dispõem de infraestruturas de apoio como o gabinete de apoio médico e psicológico, o bar, a cantina, a sala de estudo informatizada, a sala de jogos e convívio e a reprografia. Dispõe de residências para alunos (100 camas).
A ESTM possui um Centro Tecnológico, também denominado Laboratório Biotecnológico do Oeste, cuja missão principal consiste na prestação de serviços ao exterior nas áreas de análise de águas e do controlo da qualidade alimentar.
A ESTM acolhe as seguintes unidades de investigação: o Grupo de Investigação em Recursos Marinhos (GIRM), que desenvolve a sua atividade de I&D no domínio dos recursos marinhos e da biotecnologia marinha e o Grupo de Investigação em Turismo (GITUR), que desenvolve a sua atividade de I&D no domínio do turismo.